# Гласање ногама
Гласање ногама (калк од енгл. foot voting), гласање стопалима, гласање изласком или гласање бегом, јесте изражавање својих жеља путем својих поступака, добровољним учествовањем или повлачењем из активности, групе или процеса; нарочито, физичка миграција да би се оставила ситуација која се не допада, или да се пресели у ситуацију која се сматра повољнијом.
Правник Иља Сомин описао је гласање стопалима као "средство за јачање политичких слобода: способност људи да изаберу политички режим под којим желе да живе". Комунистички лидер Владимир Лењин је рекао: "Они су гласали својим стопама" у вези са руским војницима који су напустили војску Руског царства. Концепт је такође повезан са Роналдом Реганом који се залагао за миграције између држава Сједињених Америчких Држава као решење незадовољавајућих локалних услова.